# Petasites kablikianus
Petasites kablikianus là một loài thực vật có hoa trong họ Cúc. Loài này được Tausch ex Bercht. miêu tả khoa học đầu tiên năm 1851.